# Filmografia Willa Ferrella

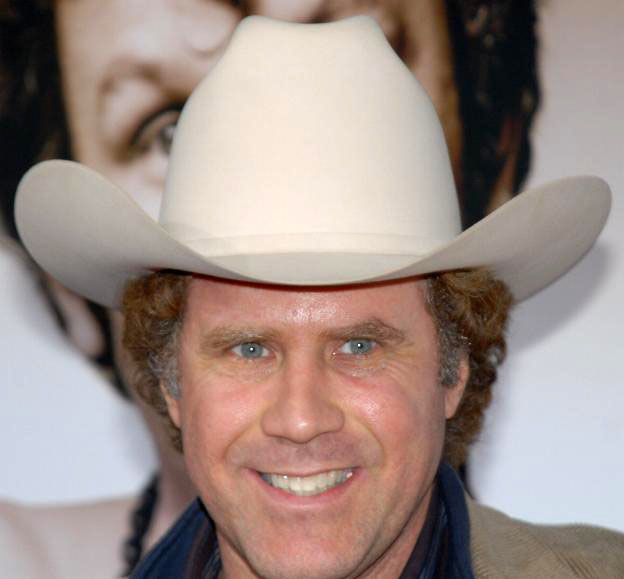
Will Ferrell (2007)

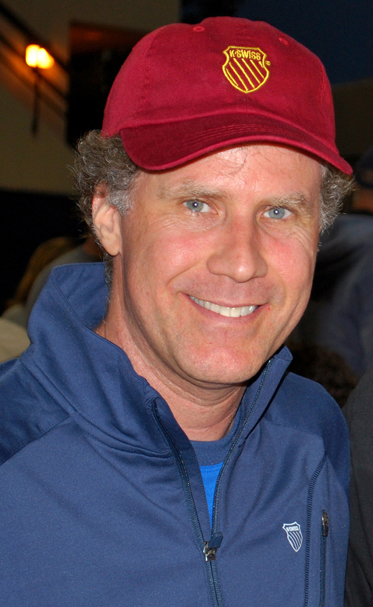
Will Ferrell (maj 2009)

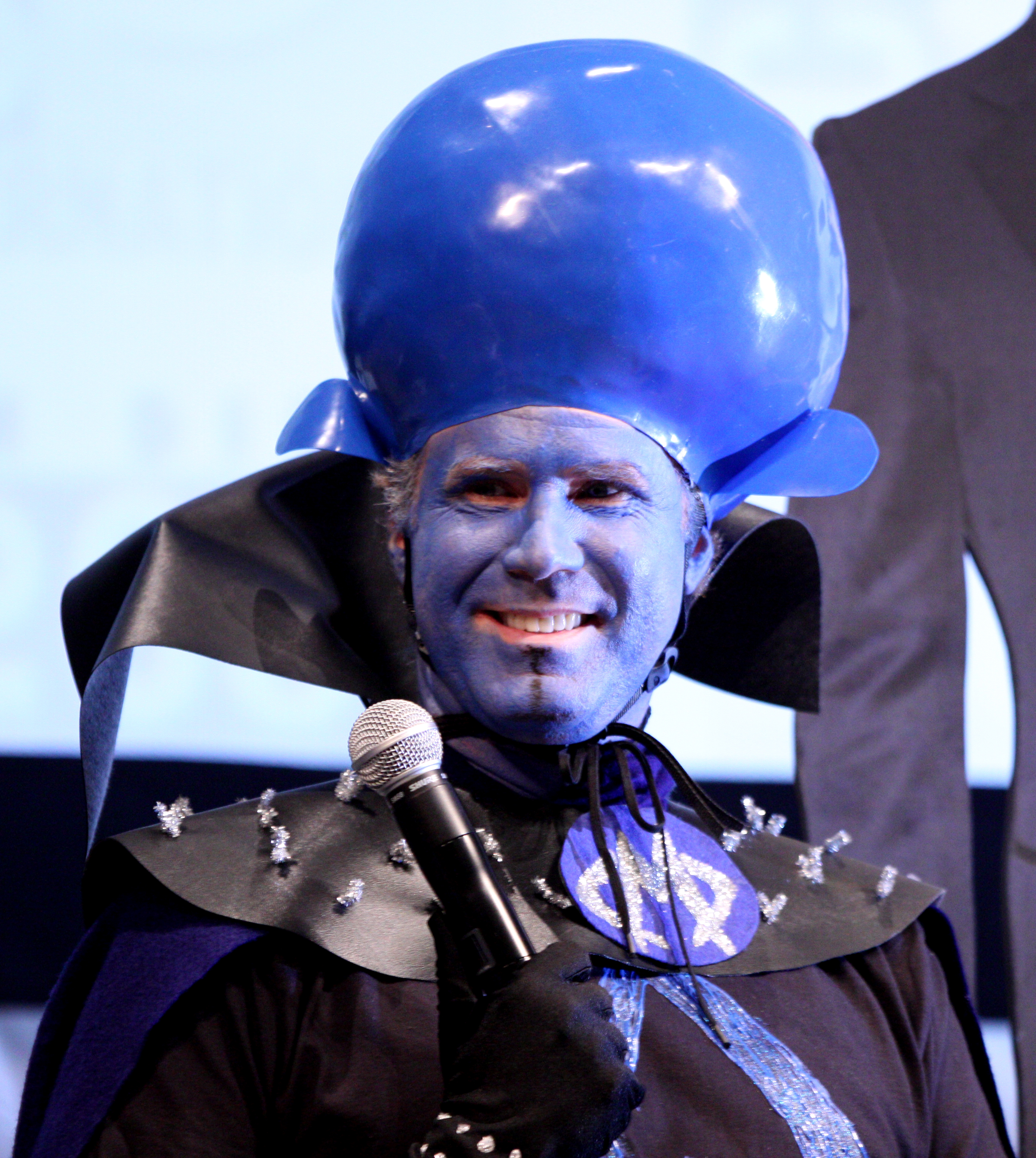
Will Ferrell w przebraniu Megamocnego na San Diego Comic-Conie (2010)

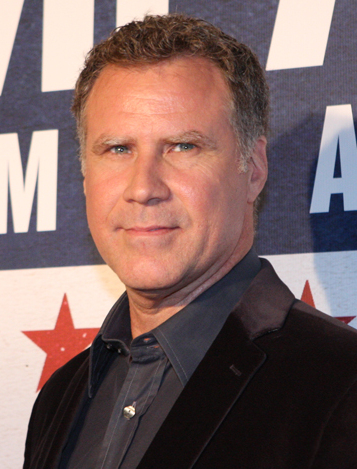
Will Ferrell (2012)

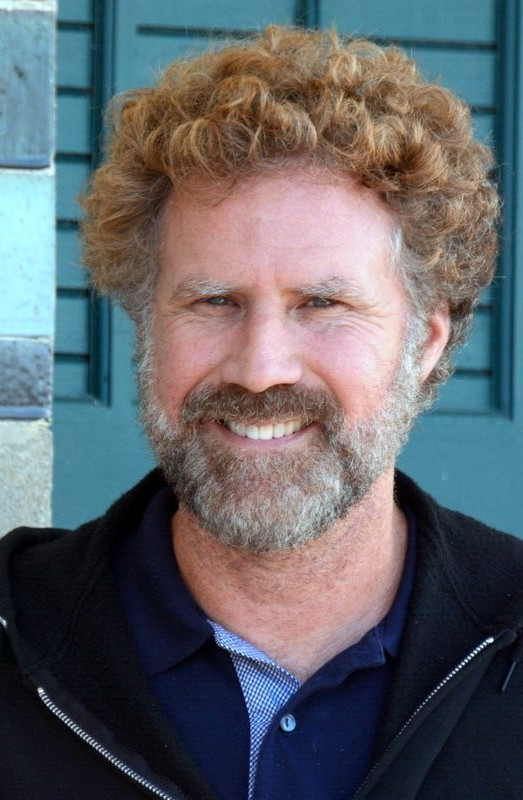
Will Ferrell (2014)

W zestawieniu filmografii Willa Ferrella znajdują się filmy i seriale, w których był aktorem, producentem lub scenarzystą.
Wspólnie z Adamem McKayem założył firmę produkcyjną Gary Sanchez Productions i stronę z filmami komediowymi Funny or Die.

## Filmografia

### Aktor
- Bucket of Blood (1995) jako młody człowiek
- Krowa i Kurczak (Cow and Chicken, 1997–2001) jako Różne głosy (głos)
- Bobby kontra wapniaki (King of the Hill, 1997) jako trener Lucas (głos)
- Austin Powers: Agent specjalnej troski (Austin Powers: International Man of Mystery, 1997) jako Mustafa
- Men Seeking Women (1997) jako Al
- Odlotowy duet (A Night at the Roxbury, 1998) jako Steve Butabi
- Cienka różowa linia (The Thin Pink Line, 1998) jako Darren Clark
- Superstar (1999) jako Jesus
- Wielki powrót (The Suburbans, 1999) jako Gil
- Austin Powers: Szpieg, który nie umiera nigdy (Austin Powers: The Spy Who Shagged Me, 1999) jako Mustafa
- Dick (1999) jako Bob Woodward
- Głowa rodziny (Family Guy, 1999) jako Gruby Grek / Miles 'Chatterbox' Musket / Czarny Rycerz (głos)
- Trafiona-zatopiona (Drowning Mona, 2000) jako Cubby
- Zalotnik w akcji (The Ladies Man, 2000) jako Lance DeLune
- Obrońca (The Guardian, 2001–2004) jako Adwokat Larry Flood (gościnnie)
- Zoolander (2001) jako Jacobin Mugatu / Jacob Moogberg / Little Cletus
- The Oblongs... (2001–2002) jako Bob Oblong (głos)
- Studenciaki (Undeclared, 2001–2002) jako Dave (gościnnie)
- Jay i Cichy Bob kontratakują (Jay and Silent Bob Strike Back, 2001) jako strażnik przyrody
- Statek miłości (Boat Trip, 2002) jako Chłopak Briana
- Old School: Niezaliczona (Old School, 2003) jako Frank
- Elf (2003) jako Buddy
- Starsky i Hutch (Starsky & Hutch, 2004) jako Big Earl (niewymieniony w czołówce[3])
- Legenda telewizji (Anchorman: The Legend of Ron Burgundy, 2004) jako Ron Burgundy
- Melinda i Melinda (Melinda and Melinda, 2004) jako Hobie
- Wake Up, Ron Burgundy: The Lost Movie (2004) jako Ron Burgundy
- Producenci (The Producers, 2005) jako Franz Liebkind
- Czarownica (Bewitched, 2005) jako Jack Wyatt / Darrin
- Tygrysy murawy (Kicking and Screaming, 2005) jako Phil Weston
- Oby do wiosny (Winter Passing, 2005) jako Corbit
- Historia Wendella Bakera (The Wendell Baker Story, 2005) jako Dave Bix
- Polowanie na druhny (Wedding Crashers, 2005) jako Chaz Reingold (niewymieniony w czołówce)
- Przypadek Harolda Cricka (Stranger Than Fiction, 2006) jako Harold Crick
- Ricky Bobby – Demon prędkości (Talladega Nights: The Ballad of Ricky Bobby, 2006) jako Ricky Bobby
- Ciekawski George (Curious George, 2006) jako mężczyzna w żółtym kapeluszu (głos)
- Ostrza chwały (Blades of Glory, 2007) jako Chazz Michael Michaels
- Bracia przyrodni (Step Brothers, 2008) jako Brennan Huff
- Drużyna marzeń? (Semi-Pro, 2008) jako Jackie Moon
- Zaginiony ląd (Land of the Lost, 2009) jako Rick Marshall
- Policja zastępcza (The Other Guys, 2010) jako detektyw Allen Gamble
- Megamocny (Megamind, 2010) jako Megamocny (głos)
- Casa de mi padre (2012) jako Armando Alvarez
- Wyborcze jaja (The Campaign, 2012) jako Cam Brady
- Biuro (2013) jako Deangelo Vickers
- Stażyści (2013) jako Matress Salesman
- The Spoils of Babylon (2014) jako Eric Jonrosh
- Welcome to Sweden (2014) jako Willy
- Lego: Przygoda (2014) jako lord Business (głos)
- Cienki Bolek (Get Hard, 2015) jako James
- Zoolander 2 (2016) jako Jacobin Mugatu
- Holmes & Watson (2018) jako Holmes
- Zeroville (2019) jako Rondell (niewymieniony[4])
- Zjazd (Downhill, 2020) jako Pete
- Eurovision Song Contest: Historia zespołu Fire Saga (2020) jako Lars Erickssong
- Barbie (2023) jako prezes firmy Mattel
- Serdecznie zapraszamy (You’re Cordially Invited, 2025) jako Jim

### Scenarzysta
- Odlotowy duet (A Night at the Roxbury, 1998)
- Legenda telewizji (Anchorman: The Legend of Ron Burgundy, 2004), wspólnie z Adamem McKayem
- Ricky Bobby – Demon prędkości (Talladega Nights: The Ballad of Ricky Bobby, 2006), wspólnie z Adamem McKayem
- Bracia przyrodni (Step Brothers, 2008), wspólnie z Adamem McKayem